# 可児町立平牧小学校
可児町立平牧小学校（かにちょうりつ ひらまきしょうがっこう）は、かつて岐阜県可児郡可児町）に存在した公立小学校。

## 概要
- 校区は羽崎・二野・大森であり、旧・可児郡平牧村の小学校であった。1966年に可児町の学校再編により廃校。児童は新設された南小学校と東小学校に転入した。
- 校舎は1969年まで東小学校平牧教室として使用された。

## 沿革
- 1873年（明治6年） -
  - 羽崎村に新教義校が開校。羽崎村、二野村の児童が通学する。
  - 大森村に翫文義校が開校。
- 1881年（明治14年） – 翫文義校が移転。大森学校に改称する。
- 1882年（明治15年） – 新教義校が移転。修道学校に改称する。
- 1886年（明治19年） – 修道学校が羽崎簡易科小学校、大森学校が大森簡易科小学校に、それぞれ改称する。
- 1889年（明治22年）7月1日 - 羽崎村、二野村、大森村が合併し、平牧村が発足。
- 1893年（明治26年） – 羽崎簡易科小学校が羽崎尋常小学校、大森簡易科小学校が大森尋常小学校に、それぞれ改称する。
- 1908年（明治41年） - 羽崎尋常小学校と大森尋常小学校が統合され、平牧尋常小学校となる。教室は旧校を使用する。
- 1913年（大正2年） - 統合校舎が完成。旧校の分教室を廃止。
- 1919年（大正8年） - 中華高等小学校[注釈 2]が廃校。高等科は各町村の尋常小学校に設置されることとなり、平牧尋常高等小学校に改称する。
- 1941年（昭和16年）4月1日 - 平牧国民学校に改称する。
- 1947年（昭和22年）4月1日 - 平牧村立平牧小学校に改称する。
- 1955年（昭和30年）2月1日 - 今渡町、広見町、土田村、久々利村、平牧村、春里村、帷子村と合併し可児町が発足。同じに可児町立平牧小学校に改称する。
- 1966年（昭和41年）3月 - 学校再編により廃校。羽崎地区、二野地区は東小学校[注釈 3]へ、大森地区は南小学校[注釈 4]へ移る。